# Верхнє Такуту-Верхня Есекібо
Верхнє Такуту-Верхня Есекібо (англ. Upper Takutu-Upper Essequibo) — регіон в Гаяні. Адміністративний центр — місто Летем.
На півночі Аппер-Такуто-Аппер-Ессекібо межує з регіоном Потаро-Сипаруні, на сході з регіоном Східний Бербіс-Корентайн, на півдні та заході з Бразилією.

## Населення
Уряд Гаяни проводив три офіційні переписи, починаючи з адміністративних реформ 1980: в 1980, 1991 і 2002 роках. У 2012 році населення регіону досягло 24 212 осіб. Офіційні дані переписів населення в регіоні Верхнє Такуту-Верхня Есекібо:
- 2012: 24212 чоловік
- 2002: 19387 чоловік
- 1991: 15058 чоловік